# مارغريت بيلشر
مارغريت بيلشر (بالإنجليزية: Margaret Belcher)‏ هي أخصائية في الأدب نيوزيلندية، ولدت في 18 سبتمبر 1936، وتوفيت في 29 نوفمبر 2016.